# Sphecotheres
Genre
Les sphécothères (Sphecotheres) sont un genre de passereaux communs d'Indonésie, Nouvelle-Guinée et Australie, proches des loriots.

## Liste des espèces
D'après la classification de référence (version 2.2, 2009) du Congrès ornithologique international (ordre phylogénique) :
- Sphecotheres viridis – Sphécothère figuier
- Sphecotheres hypoleucus – Sphécothère de Wetar
- Sphecotheres vieilloti – Sphécothère de Vieillot